# Brăgăreasa
Brăgăreasa – wieś w Rumunii, w okręgu Buzău, w gminie Scutelnici. W 2011 roku liczyła 702 mieszkańców.